# Aleksander Rewiński
Aleksander Rewiński (ur. 5 sierpnia 1991 w Warszawie) – polski śpiewak, tenor. Syn aktorów Iwony Biernackiej i Janusza Rewińskiego, brat dziennikarza Jonasza Rewińskiego.

## Praca artystyczna
W 2016 roku ukończył studia magisterskie na Wydziale Wokalnym Uniwersytetu Muzycznego Fryderyka Chopina w Warszawie, gdzie studiował pod kierunkiem Jerzego Knetiga. W 2018 roku ukończył studia na Mozarteum w Salzburgu, gdzie kształcił się u Wolfganga Holzmaira i Bernda Valentina.
Pracował w teatrach operowych w Salzburgu, gdzie w latach 2015–2018 występował w produkcjach: L'incoronazione di Poppea Claudia Monteverdiego (rola Arnalty), Limonen aus Sizilien Manfreda Trojahna (rola Micuccia Fabri), Dialogues des Carmélites Francisa Poulenca (rola Księdza Spowiednika), Orlando paladino Josepha Haydna (rola tytułowa) oraz A Midsummer Night’s Dream Benjamina Brittena (rola Lysandra).
W 2017 roku zadebiutował w Teatro alla Scala w roli jednego z czeladników (Lehrbuben) w Die Meistersinger von Nürnberg Richarda Wagnera, produkcji reżyserii Harry’ego Kupfera, pod batutą Daniele Gattiego. Wkrótce potem wystąpił w Theater an der Wien, w roli Porucznika w La Scuola de' Gelosi Antonia Salieriego, produkcji reżyserii Jean Renshaw, pod batutą Stefana Gottfrieda. W tym samym roku zadebiutował w Warszawskiej Operze Kameralnej, w roli Renauda w operze Armide Jean-Baptiste’a Lully’ego, wyreżyserowanej przez Dedę Cristinę Colonnę, pod batutą Benjamina Bayla. Za tę rolę otrzymał on nominację do Teatralnej Nagrody Muzycznej im. Jana Kiepury w kategorii Najlepszy Debiut Męski 2018. W roli Renauda Rewiński wystąpił ponownie we wznowieniach opery, w 2020 i 2022 roku. W 2020 wystąpił na Festiwalu Bydgoskiej Sceny Barokowej, wykonując partię Dafnisa w operze Nicola Porpory Filandro (polskie prawykonanie). Od 2023 współpracuje z Polską Operą Królewską, gdzie zadebiutował w roli Damona w realizacji dzieła Acis and Galatea Georga Friedricha Haendla, zadyrygowanej przez Krzysztofa Garstkę, w reżyserii Natalii Kozłowskiej.
Artysta współpracuje stale z zespołem La Tempesta Jakuba Burzyńskiego i Cappella Warmiensis Restituta Pawła Hulisza. Od 2019 roku jest członkiem sekstetu wokalnego muzyki współczesnej proMODERN. Ma na swoim koncie współpracę ze znamienitymi dyrygentami i osobowościami sceny muzycznej, takie jak m.in. Hansjörg Albrecht, Alfredo Bernardini, John Butt, Paul Esswood, Aureliusz Goliński (Arte dei Suonatori), Karolina Habało (Cornu Copiae), Albert Hartinger, Jakub Kościukiewicz (Altberg Ensemble), Lilianna Krych, Martyna Pastuszka ({oh!} Orkiestra Historyczna), Stefan Plewniak (Il Giardino d’Amore), Kai Röhrig, Agata Sapiecha, Monika Wolińska, Ignacy Zalewski, Mikołaj Zgółka i reżyserami: Karoline Gruber, Jerzy Machowski, Stephen Medcalf, Mascha Pörzgen.

## Repertuar
Repertuar artysty obejmuje partie w dziełach kompozytorów muzyki barokowej, m.in. Claudia Monteverdiego (Vespro della Beata Virgine), Heinricha Schütza (partia Ewangelisty w Die Historia der Geburt Christi), Johanna Sebastiana Bacha, Henry’ego Purcella (Hail! Bright Cecilia) Georga Friedricha Haendla (partia tenorowa w oratorium Messiah, partia Tempo w Il Trionfo del Tempo e del Disinganno), Marca-Antoine’a Charpentiera (Te Deum, Messe de Minuit, pastorella Actéon), Jean-Baptiste’a Lully’ego, Jeana-Philippe’a Rameau. Wykonuje również muzykę z repertuaru klasycznego (partia tenorowa w Die Schöpfung Josepha Haydna, Requiem i msze W. A. Mozarta). Artysta szczególnym zainteresowanie darzy muzykę kameralną, w szczególności pieśń niemiecką Franza Schuberta i Roberta Schumanna, francuską (Francis Poulenc, Henri Duparc), polską, repertuar XX wieku. Jego doświadczenia z muzyką współczesną związane są m.in. z twórczością kompozytora Andrzeja Karałowa. W czerwcu 2020 nakładem Chopin University Press wydana została płyta z nagraniem jego metaopery De Invitatione Mortis, w której Rewiński wykonał solową partię Euthanatosa. W 2024 Rewiński był również jednym z solistów uczestniczących w prawykonaniu opery Jerzego Fryderyka Wojciechowskiego Tętent, wystawionej w wersji koncertowej w Pałacu w Antoninie.

## Stypendia i wyróżnienia
W 2020 otrzymał stypendium Ministerstwa Kultury i Dziedzictwa Narodowego, dzięki któremu wraz z pianistą Tomaszem Domańskim zrealizował wirtualny projekt  Pieśni w Czasach Zarazy (Songs of Pandemic). Projekt realizowany był przez dwa miesiące i polegał na nagrywaniu w warunkach domowych wybranych pieśni z repertuaru polskiej, niemieckiej i francuskiej kameralistyki wokalnej, a następnie publikowaniu ich na kanale YouTube oraz w social mediach.

## Dyskografia
2020: Andrzej Karałow: DE INVITATIONE MORTIS (Chopin University Press)
2022: Cappella Warmiensis Restituta: MUSICA WARMIENSIS VOL.1 (DUX)
2023: Cappella Warmiensis Restituta: MUSICA WARMIENSIS VOL.2 (DUX)
2024: Cappella Warmiensis Restituta: MUSICA WARMIENSIS VOL.3 (DUX)
2025: Cappella Warmiensis Restituta: MUSICA WARMIENSIS VOL.4 (DUX)